# Fuchs (Milaan)
Fuchs is een historisch merk van motorfietsen.
De bedrijfsnaam was: G. Tapella S.r.L, Milano.
De eerste scooters, van het Italiaanse merk Fuchs hadden 98cc-Sachs-tweetaktmotoren. Ze kwamen in 1949 op de markt. In 1952 volgden twee nieuwe modellen met dezelfde motor.
Vanaf 1955 kwamen er echte vernieuwingen met de 75cc-Gazzella-scooter en lichte motorfietsen met 125cc-tweetaktmotoren en 150cc-viertakten. Waarschijnlijk werden vanaf 1957 bromfietsen onder de naam Tapella-Fuchs uitgebracht. In 1960 eindigde de productie.
Of er een verband bestaat tussen Fuchs (HMW) in Hallein/Wenen is niet duidelijk.